# Christiaen Striep
Christiaen Jansz. Striep, född 1634 i Den Bosch, död 1673 i Amsterdam, var en holländsk stillebens- och djurmålare.
Striep erhöll 1656 borgarrätt i Amsterdam. I sina fint utförda och natursanna bilder ådagalägger han, att han bildat sig dels efter Willem Kalf, dels efter Otto Marseus van Schrieck. I den förres maner målade han åtskilliga av dessa så kallade frukoststycken (matvaror, fyllda glas, humrar med mera på ett bord), vilka på hans tid var så omtyckta, i den senares penslade han små, i mörk ton hållna landskapsstycken med ormar, fjärilar och så vidare. Två tavlor av sistnämnda slag finnas i Sveriges Nationalmuseum. Två stillebensstycken i Willem Kalfs genre ses i Schwerins museum.